# Паяро синьошиїй
Паяро синьошиїй (Urocolius macrourus) — вид птахів родини чепігових (Coliidae).

## Поширення
Ареал виду простягається широкою смугою південніше Сахари від Сенегалу до Сомалі і звідти на південь до Танзанії. Птах мешкає в чагарникових саванах.

## Опис
Птахи завдовжки до 34 см. Хвіст довгий, майже вдвічі довший за тулуб. Тіло попелясто-сірого забарвлення. На голові є досить великий чубчик. За лиці є червона маска. Задня частина шиї блакитного кольору. Крила зеленувато-синього кольору. Черево світло-сіре. Дзьоб рожевий або червоний, на кінці чорний. Хвіст довгий майже вдвічі більше іншої частини тіла.

## Спосіб життя
Поза сезоном розмноження трапляється невеликими зграйками до двох десятків птахів. Живиться фруктами, ягодами, насінням. Сезон розмноження триває з червня по лютий. У гнізді 2-6 яєць. Інкубація триває два тижні. Обидва батьки піклуються про пташенят. Через 10 днів потомство покидає гніздо.